# Медаль двохсотріччя Ліннеївського товариства
Медаль двохсотріччя (англ. Bicentenary Medal of the Linnean Society) — почесна наукова нагорода Лондонського Ліннеївського товариства. Вручається щорічно видатному біологу в знак визнання роботи, виконаної у віці до 40 років. Медаль вперше була присуджена у 1978 році до 200-річчя з дня смерті Карла Ліннея.

## Лауреати
- 1978 — Девід Леслі Гоксворт (англ. David Leslie Hawksworth)
- 1979 — Роджер Блекман (англ. Roger Blackman)
- 1980 — Крістофер Гамфріс (англ. Christopher Humphries)
- 1981 — Річард С.К. Барнс (англ. Richard S.K. Barnes)
- 1982 — Г. Джон Б. Беркс (англ. H. John B. Birks)
- 1983 — Джон Кребс (англ. John Krebs)
- 1984 — Пітер Крейн (англ. Peter Crane)
- 1985 — Ніколас Бартон (англ. Nicholas Barton)
- 1986 — Девід Мінтер (англ. David Minter)
- 1987 — Алек Джеффріс (англ. Alec Jeffreys)
- 1988 — Річард Горналл (англ. Richard Gornall)
- 1989 — Пол Брейкфілд (англ. Paul Brakefield)
- 1990 — Чарлі Джарвіс (англ. Charlie Jarvis)
- 1991 — Девід Роллінсон (англ. David Rollinson)
- 1992 — Стівен Блекмор (англ. Stephen Blackmore)
- 1993 — Ендрю Б. Сміт (англ. Andrew B. Smith)
- 1994 — Річард Бейтман (англ. Richard Bateman)
- 1995 — Марі Гелена Керманн (англ. Marie Helena Kurmann)
- 1996 — Пол Г'ю Вільямс (англ. Paul Hugh Williams)
- 1997 — Девід Гордон Рід (англ. David Gordon Reid)
- 1998 — Родерік Д.М. Пейдж (англ. Roderic D.M. Page)
- 1999 — Пол Кенрік (англ. Paul Kenrick)
- 2000 — Майкл Френсіс Фей (англ. Michael Francis Fay)
- 2001 — Марк Вілкінсон (англ. Mark Wilkinson)
- 2002 — Пер Алберг[en] (англ. Per Ahlberg)
- 2003 — Р. Тобі Пеннінгтон (англ. R. Toby Pennington)
- 2004 — Джон Стотард (англ. John Stothard)
- 2005 — Пітер Голлінсворт (англ. Peter Hollingsworth)
- 2006 — Вінсент Севолайнен (англ. Vincent Savolainen)
- 2007 — Макс Телфорд (англ. Max Telford)
- 2008 — Вільям Бейкер (біолог) (англ. William Baker)
- 2009 — Майкл Енгел (англ. Michael Engel)
- 2010 — Беверлі Гловер (англ. Beverley Glover)
- 2011 — Пол Барретт (англ. Paul Barrett)
- 2012 — Тімоті Барраклаф (англ. Timothy Barraclough)
- 2013 — Не нагороджували
- 2014 — Бонні Вебстер (англ. Bonnie Webster)
- 2015 — Вінс Сміт[en]
- 2016 — Анджалі Госвамі[en]
- 2017 — (англ. Claire Spottiswoode)[2]
- 2018 — (англ. Edwige Moyroud)[3]
- 2019 — (англ. Steve Portugal)
- 2020 — Кайла Кінг[en]
- 2021 — Скотт Тейлор[en][4]